# Arcadia (Pretoria)
Arcadia is een buitenwijk in Pretoria, Zuid-Afrika. De wijk ligt in het oosten van de stadskern, met de Beatrixstraat die de westelijke grens met  Pretoria Middestad vormt, de Kerkstraat de noordelijke grens, de Hillstraat de oostelijke grens met Hatfield en de Parkstraat als zuidelijke grens met Sunnyside.
Pretoria's eerste magistraat, Andries du Toit, vestigde zich in 1857 op een stuk grond dat aan een dorpje grensde. Hij ruilde deze grond van president M.W. Pretorius voor een Basoeto-pony en noemde het Arcadia. In datzelfde jaar heeft hij de stad in percelen uitgemeten.
Arcadia is de oudste voorstad van Pretoria en is in 1889 bij Pretoria ingelijfd. Arcadia is bekend voor zijn historische gebouwen, ambassades en hotels. Het Uniegebouw is op de grens van de voorstad gelegen. Pretoria heeft de tweede meeste ambassades ter wereld, na Washington D.C., waarvan de meesten ín of nabij Arcadia gelegen zijn.